# Lashkar-e-Islam
Lashkar-e-Islam oder Laschkar-e Islām (لشكرِ اسلام, „Armee des Islam“), auch Lashkar-e-Islami oder Lashkar-i-Islam, (Abk.: LI oder LeI) ist eine militärisch aktive Organisation im Gebiet der Khyber Agency, in den Stammesgebieten unter Bundesverwaltung, im Norden Pakistans. Die Organisation, die sich auch Bara tehsil nennt, wurde im Jahre 2004 von Mufti Munir Shakir gegründet. Sie wurde von Mangal Bagh geführt, bis dieser am 28. Januar 2021 bei einem Anschlag mit einer Autobombe getötet wurde.

## Struktur
Die Lashkar-e-Islam wird zu den Tehrik-i-Taliban Pakistan (TTP) gezählt. Am 7. April 2008 verkündete Bagh, dass seine Organisation in der Region der Khyber Agency mehr als 180.000 Freiwillige verfügt.

## Ereignisse
Die Organisation sendete Drohbriefe an Industrielle, lieferte sich Auseinandersetzungen mit den Streitkräften von Pakistan bei Bara und appellierte an die öffentliche Verwaltung der Khyber Agency, ihre Büros zu schließen.
Am 27. April 2008 wurde berichtet, dass die „Lashkar-e-Islam“ ihren Namen in „Jaish-e-Islami“ abgeändert hatte. Die Gründe für den Namenswechsel sind nicht bekannt. Der Bericht erwähnt, dass die Organisation nun in der Bajaur Agency stationiert ist und von Wali Rehman geführt wird. 2004 wurde sie von Mufti Munir Shakir gegründet und 2006 wurde berichtet, dass sie von Haji Taj Mohammed, einem Mitglied des Pashtunen-Stamms der Afridi, geführt wird. Andererseits ist in einem früheren Bericht zu entnehmen, dass Haji Taj Mohammed nur ein Sprecher des Mufti Minir shakir sei.
Am 2. März 2012 griffen laut der pakistanischen Regierung Kämpfer von Lashkar-e-Islam einen Armeestützpunkt im Tirah-Tal in der Khyber Agency an. Bei dem sechsstündigen Gefecht starben mindestens 10 Soldaten und 23 Aufständische. Am selben Tag sprengte sich ein Selbstmordattentäter vor einer Moschee im Tirah-Tal in die Luft und tötete mindestens 20 Menschen. Sein Ziel waren Anhänger der Lashkar-e-Islam, die sich zum Freitagsgebet in dem Gotteshaus versammelt hatten.